# Club Deportivo Canillas
El Club Deportivo Canillas es un club español de fútbol de la villa de Madrid, cuya sede social se encuentra en el barrio de Pinar del Rey (distrito Hortaleza). Fue fundado en 1961 y actualmente juega en la Tercera División RFEF.

## Historia
El club fue fundado en 1961 por un grupo de amigos que solía reunirse en un bar llamado Los Merinos de la calle Nápoles del madrileño barrio de Canillas, para disputar partidos de forma amateur. En sus orígenes el equipo se denominaba Club Deportivo Los Merinos por el nombre del bar. En 1964 pasó a denominarse Club Deportivo Nápoles y en 1975 recibió su nombre actual. En 1969 el club comenzó a jugar en las categorías regionales y en 1988 ascendió a Primera Regional. A lo largo de los años el club fue desarrollando una  escuela para la formación de jugadores. Actualmente cuenta con 31 equipos en total de todas las categorías, contando con el Juvenil en la máxima categoría nacional "División de Honor" Grupo V y el equipo filial que milita en Primera Regional.
Contaba con un equipo femenino, que llegó a militar en Segunda División. En 2016 esa sección se fusionó con el Club Deportivo TACON, quien en 2020 pasó a ser el Real Madrid Club de Fútbol Femenino tras un acuerdo de fusión por absorción.

## Medios de comunicación
El Club dispone de una página web, donde informa sobre los aspectos más significativos del club, tales como su historia, comunicados, organigrama, o las diferentes categorías. Dispone de un estudio de radio y televisión en el que se pueden ver algunos partidos de las diversas categorías del Club. También cuenta con varias plataformas en redes sociales, tales como Facebook , Twitter, Youtube o Instagram.